# Eleocharis acicularis
Eleocharis acicularis es una especie de plantas herbáceas perteneciente a la familia de las ciperáceas. Es originaria de Eurasia, América y África.

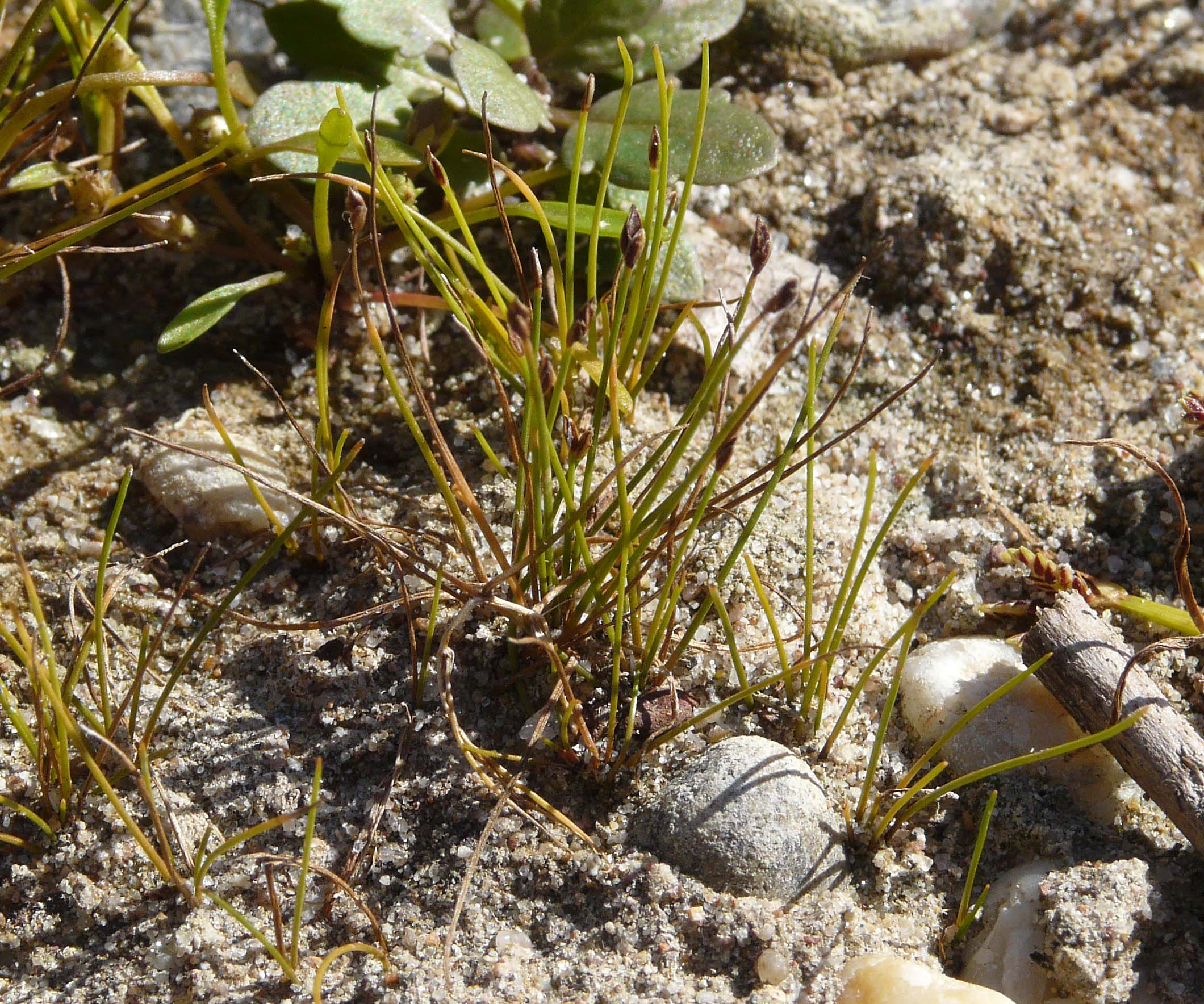
Vista de la planta.

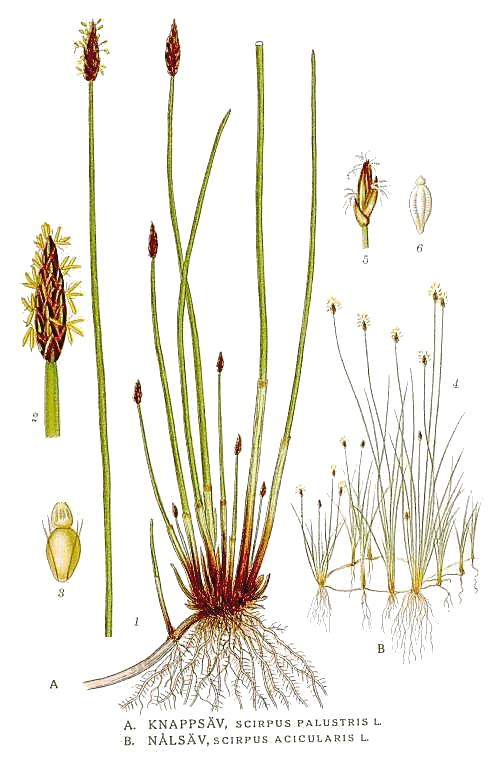
Ilustración.

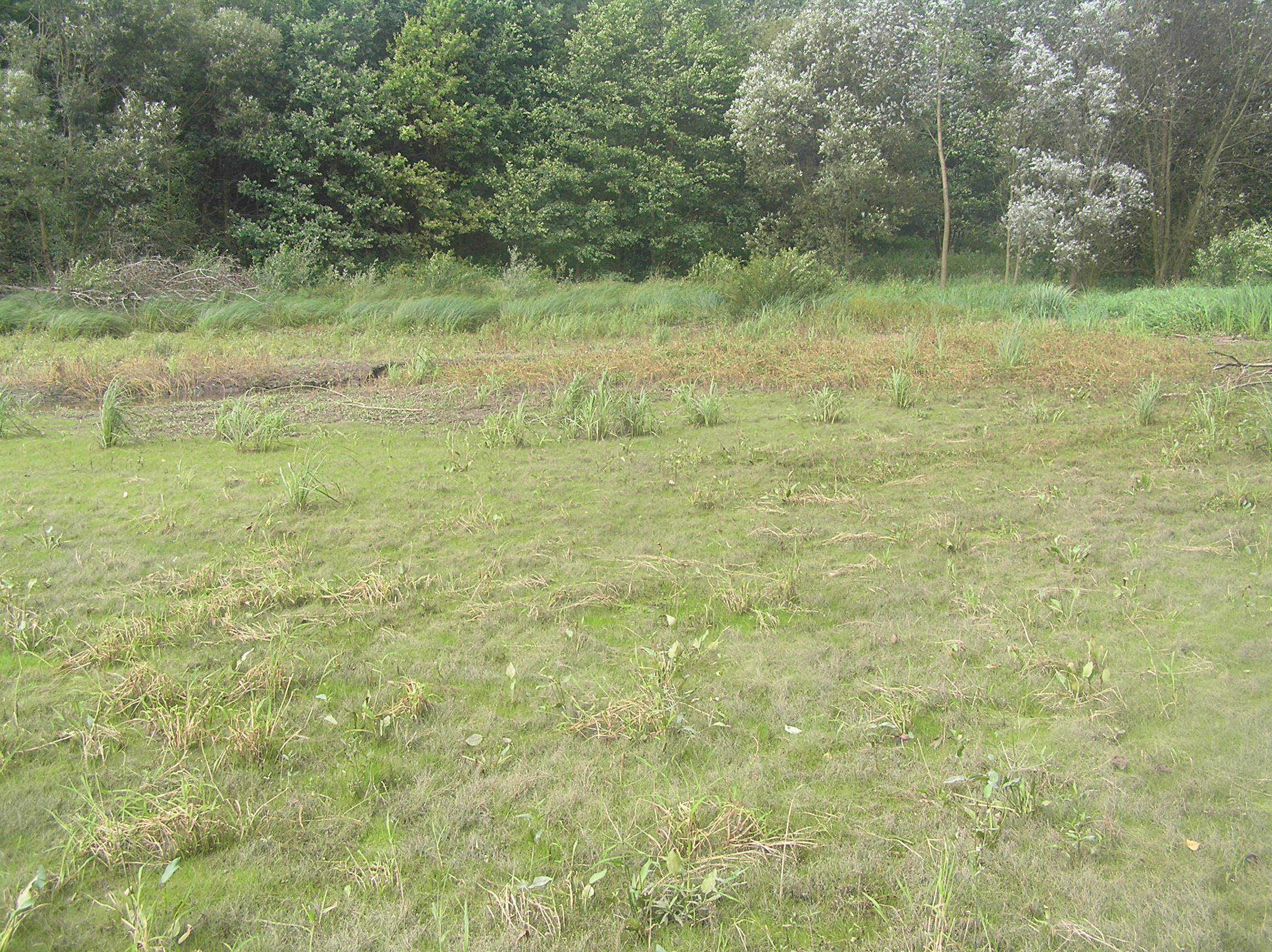
En su hábitat.

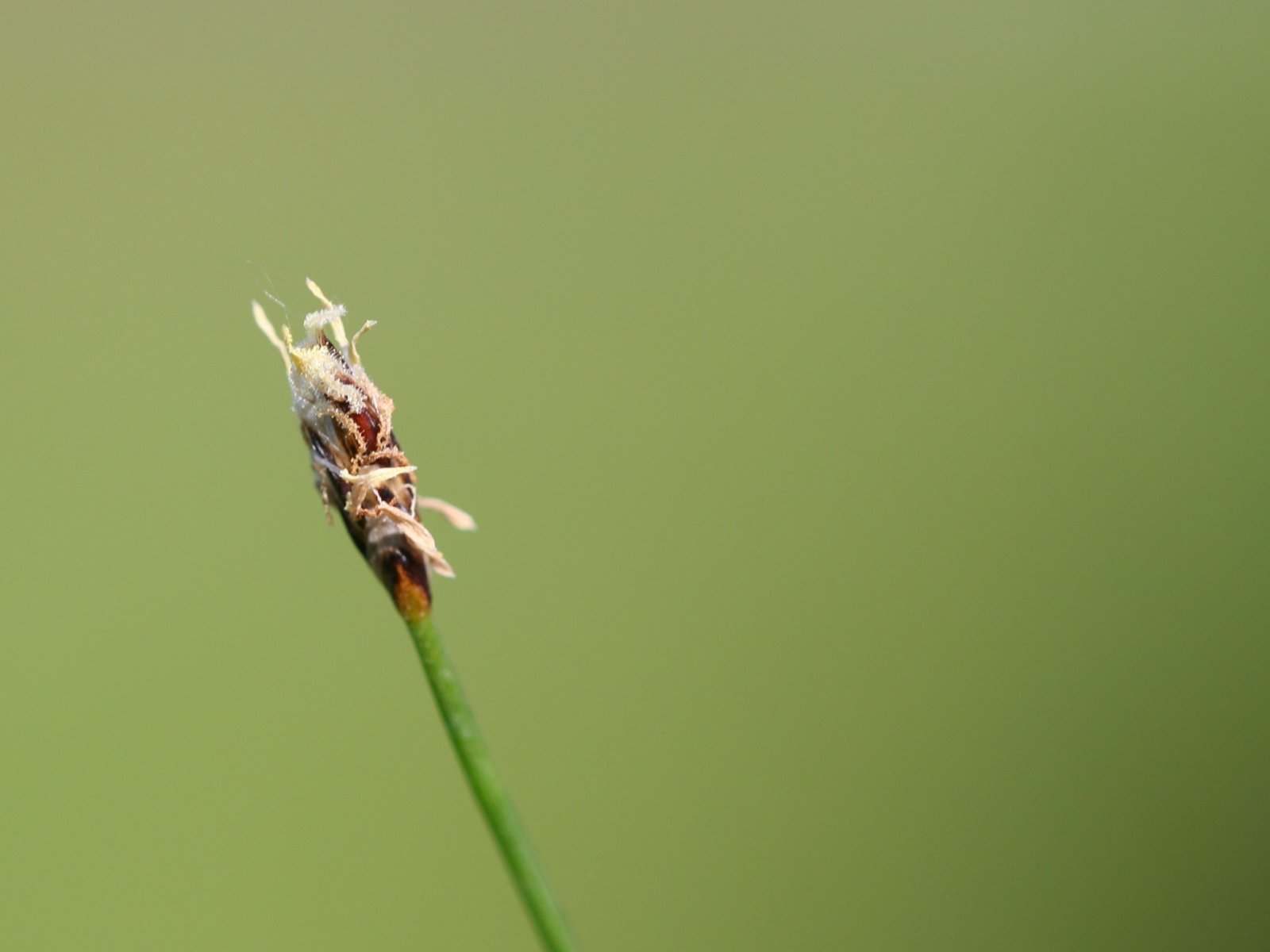
Detalle de la planta.

## Descripción
Es una planta perenne; con rizoma de entrenudos ± largos, delgado, hasta de 0,7 mm de diámetro; raíces capilares. Tallos generalmente capilares, de (1)4-11(22) cm × 0,2- 0,7(1,5) mm, rectos o ligeramente arqueados, raramente muy curvos, angulosos, estriados cuando secos. Vainas manifiestamente escariosas, blanquecinas, a veces teñidas de rojo purpúreo hacia la base, en ocasiones deshilachadas; la superior de los tallos maduros, con la parte terminal inflada de ordinario, profundamente incisa, truncada oblicua u horizontalmente, con el ápice redondeado u obtuso. Espiguilla (1,5)3-5(6) mm, de contorno ovado a ovado-lanceolado, con (2)5-9(14) flores. Glumas (1)1,5-2(2,5) mm, en disposición helicoidal o subdísticas, ovadas, de ápice obtuso a redondeado, de color verde en el centro y pardo-rojizo obscuro en los lados, con conspicuos márgenes escariosos; la inferior rodea la espiguilla en su base, es fértil y de tamaño y coloración similar a las demás, aunque en ocasiones la banda central verde está mucho más desarrollada que las laterales —pardo-rojizas— y se observan varios nervios. Estambres 3; anteras 0,7-1,5 mm, amarillentas, apiculadas, a veces con el mucrón teñido de rojo. Estilo (1)1,5-3 mm, con 3 estigmas, de rojizo a anaranjado, prontamente caedizo. Aquenios 0,7-1,2(1,5) × 0,5 mm, de contorno estrechamente obovado, inflado-biconvexos —aparentemente de sección circular—, surcados por numerosas costillas longitudinales paralelas entre sí y estrías transversales, de color blanquecino, pajizo o verdoso, a veces oliváceo cuando secos, frecuentemente con brillo iridiscente, en ocasiones translúcidos; estilopodio habitualmente hasta 0,25 mm de anchura, excepcionalmente hasta de 0,5 mm, de forma variable, desde un cono a una corona, estrangulado en la base, de blanquecino a verde obscuro, siempre más intensamente coloreado que el aquenio; cerdas 0 o 3, generalmente de menor longitud que el aquenio, retrorso-escábridas, blancas.

## Distribución y hábitat
Se encuentra en turberas, bordes de lagunas y zonas encharcadas de poca profundidad; a una altitud de 120-2125 m s. n. m. (metros sobre el nivel del mar). Desde el círculo polar ártico hasta las montañas del Mar Mediterráneo, Cáucaso, Himalaya y Corea, en América hasta Ecuador, también en el Norte de África (Atlas). Dispersa por la mitad N de la península ibérica y Menorca.

## Taxonomía
Eleocharis acicularis fue descrita por (L.) Roem. & Schult. y publicado en Systema Vegetabilium 2: 154. 1817.
Citología
Número de cromosomas de Eleocharis acicularis (familia Cyperaceae) y taxones infraespecíficos: 2n=20
Etimología
Eleocharis: nombre genérico compuesto que deriva del griego antiguo: heleios = ‘que habita en un pantano’, y charis = ‘la gracia’.
acicularis: epíteto latino  que significa ‘como agujas’.
Sinonimia
- Chlorocharis subprolifera Rikli
- Eleocharis afflata Steud.
- Eleocharis chlorocarpa Boeckeler
- Eleocharis congesta subsp. japonica (Miq.) T.Koyama
- Eleocharis congesta f. soranumaensis Koji Ito
- Eleocharis congesta var. thermalis (Hultén) T.Koyama
- Eleocharis gableana Boeckeler
- Eleocharis japonica Miq.
- Eleocharis japonica Boeckeler
- Eleocharis kuntzei Boeckeler
- Eleocharis ochrostachys Boeckeler
- Eleocharis pellucida f. elata Hara
- Eleocharis pellucida var. japonica (Miq.) Tang & F.T.Wang
- Eleocharis pellucida var. sanguinolenta Tang & F.T.Wang
- Eleocharis pellucida var. spongiosa Tang & F.T.Wang
- Eleocharis shimadae Hayata
- Eleocharis subprolifera Steud.
- Eleocharis thermalis (Hultén) T.V.Egorova
- Eleocharis thomsonii Boeckeler
- Heleocharis afflata Steud.
- Scirpus afflatus (Steud.) Benth.
- Scirpus japonicus (Miq.) Franch. & Sav.
- Scirpus japonicus var. thermalis Hultén
- Scirpus thomsonii (Boeckeler) Kuntze
- Scirpus zollingeri Kuntze[6]

## Nombres comunes
- Castellano: cirpo como aguja, junco de espiga, junquillo.[7]